# Iris Wolves
Iris Wolves (Apeldoorn, 9 mei 1994) is een Nederlandse waterpolospeler die sinds 2023 weer uitkomt voor Polar Bears in Ede. Eerder speelde ze voor Glyfada in Griekenland (2022-2023), het Spaanse CE Mediterrani (2020-2022) en Polar Bears uit Ede (2013-2020).
Met Polar Bears behaalde Wolves in 2018 de Nederlandse landstitel en won ze de KNZB beker in 2019 en de supercup in 2023.
Wolves debuteerde begin 2018 in het Nederlands seniorenteam en vertegenwoordigde Nederland onder meer op de Europese kampioenschappen van 2018 en de Wereldkampioenschappen van 2023 toen goud werd behaald. Ook maakte ze deel uit van de Nederlandse selectie voor het wereldkampioenschap van 2019 en de Olympische Spelen in 2020 en 2024.

## Internationale erelijst
- 2018:  World League Kunshan (China)
- 2018:  EK Barcelona (Spanje)
- 2022:  WK Boedapest (Hongarije)
- 2023:  Wereldbeker in Long Beach (Verenigde Staten)
- 2023:  Wereldkampioenschap in Fukuoka (Japan)
- 2024:  Europees kampioenschap in Eindhoven (Nederland)
- 2024:  Olympische Spelen